# Hieracium sericellum
Hieracium sericellum là một loài thực vật có hoa trong họ Cúc. Loài này được (Dahlst.) Dahlst mô tả khoa học đầu tiên năm 1904.